# Адельгейм, Тамара Фридриховна
Тама́ра Фри́дриховна Адельге́йм (13 [26] апреля 1904, Киев — 11 мая 1979, Синельниково) — советская актриса.

## Биография
Родилась 13 (26) апреля 1904 года в Киеве в еврейской семье. Её отец Фридрих Яковлевич Адельгейм (4 апреля 1878 — 28/29 ноября 1937, расстрелян), из купеческой семьи, был адвокатом; мать — Галина Яковлевна Адельгейм (во втором браке Шварцборт) — домохозяйкой. Внучатая племянница актёров Роберта и Рафаила Адельгеймов. Мать вторично вышла замуж за Адольфа Давыдовича Шварцборта и перешла на его фамилию. Отец перед арестом работал юрисконсультом Металпромсоюза на заводе имени Старостина в Одессе; реабилитирован в 1957 году.
В 1922 году поступила в Одесскую музыкальную академию Общества музыкальных деятелей, в 1923 году переехала в Москву, где училась в киностудии «Новь», затем в первой московской коллективной киностудии у Михаила Ромма. Сниматься в кино начала в эпизодических ролях в 1924 году, в том числе в фильме Михаила Ромма «Что говорит «мосс», сей отгадайте вопрос». В 1925 году сыграла свою первую значительную роль Бейлы в картине Алексея Грановского «Еврейское счастье». В 1930-х годах играла в театре и на эстраде. Работала с киностудиями Межрабпом-Русь, Госкино, кинофабрикой в Одессе, Совкино, Мосфильм. В январе 1929 года стала действующим членом Ассоциации работников революционной кинематографии (АРРК), избрана в состав бюро её актёрской секции.
В 1930 году написала либретто «Хромоножка», по которому режиссёрами Александром Гавронским, Ольгой Улицкой и Юрием Винокуровым был поставлен одноимённый фильм. В 1933 году на Украинфильме снялась в звуковом фильме Александра Гавронского и Ольги Улицкой «Любовь» (роль Жени). Играла на сцене Московского ТЮЗа (Генрих в спектакле «За океаном» по пьесе Якова Гордина; Эмма в «Семье преступников» Паоло Джакометти; Мимиш в «Трильби» Григория Ге; Дези в «Старой Англии»), работала в коллективе братьев Адельгейм. В 1939 году была избрана председателем бюро актёрской секции Дома кино.
В 1941 году вместе с киностудией «Мосфильм» была эвакуирована в Алма-Ату, выступала в госпиталях, в том числе со специально написанным для неё Рувимом Фраерманом скетчем «Маленький разведчик». В феврале 1943 года вернулась в Москву, выступала на эстраде и как мастер художественного слова (скетчи «Чужая старушка», «Таня и Ваня», «Достоверный источник»). В 1950-е годы стала постановщиком собственной программы-киноочерка «Дорога мира».
Последние годы жизни жила в московском Доме ветеранов кино. Умерла 11 мая 1979 года, возвращаясь с отдыха в Сочи на железнодорожной станции города Синельниково, где и похоронена.

## Семья
- Первый муж — Хрисанф Николаевич Херсонский, критик, драматург и прозаик.
- Второй муж — Александр Леонидович Соловьёв (1898—1973), кинорежиссёр.

## Фильмография
| Год  |   | Название                              | Роль                     |
| ---- | - | ------------------------------------- | ------------------------ |
| 1924 | ф | Аэлита                                | Имя персонажа не указано |
| 1924 | ф | Что говорит «мос», сей отгадай вопрос | Имя персонажа не указано |
| 1925 | ф | Еврейское счастье                     | Бейла                    |
| 1926 | ф | Предатель                             | девочка Лиля             |
| 1926 | ф | Блуждающие звёзды                     | главная роль             |
| 1927 | ф | Его превосходительство                | Ривеле                   |
| 1928 | ф | Гафир и Мариам                        | Мариам                   |
| 1928 | ф | Хочу быть лётчицей                    | Таня                     |
| 1929 | ф | Пять невест                           | Мирра                    |
| 1933 | ф | Любовь                                | подруга журналистки      |
| 1939 | ф | Золотой ключик                        | Мальвина                 |

## Архив
В Российском государственном архиве литературы и искусства хранится личный фонд Т. Ф. Адельгейм, который состоит из 349 единиц хранения за  1897—1977 годы.
Среди материалов – фотографии в ролях, тексты скетчей и обозрений, режиссёрский сценарий фильма «Пять невест», документы об участии актрисы в съёмках фильмов, спектаклях и концертах. Среди собранных Адельгейм материалов несомненную ценность представляют автобиографии и биографии деятелей советского кино.
Также в фонде хранится обширный корпус переписки, среди корреспондентов Тамары Фридриховны – известные режиссеры и актеры: Б. В. Барнет, С. А. Герасимов, М. К. Калатозов, В. В. Корш-Саблин, И. А. Пырьев, Ю. И. Солнцева и др. Особый интерес представляют письма А. А. Фадеева за 1932‒1950 годы, которые носят глубоко личный характер. 